# Lorenés
El lorenés (lorrain en Francia o gaumais en Bélgica) es una lengua romance perteneciente al grupo de las lenguas de oïl que se habla en la región de Lorena (Francia) y en otras zonas limítrofes. Su número de hablantes es desconocido, pero todo indica que está en grave peligro de extinción debido al fenómeno de la disolución lingüística. En Francia no se beneficia de ninguna legislación a nivel general.

## Localización
Se habla en Lorena (Francia), que hace frontera con la Alsacia por el oeste. La frontera lingüística entre el lorenés y el idioma alsaciano sigue la delimitación entre las dos regiones hasta la altura de Lutzelhouse. El número de hablantes de lorenés en la Alsacia es de unos pocos miles. El lorenés también se habla en determinadas zonas de Bélgica, especialmente en la localidad de Gaumés en Valonia.

## Variedades geográficas
El observatorio lingüístico Linguasphere distingue siete variantes de lorenés :
- argonés (hablado en Argonne, Woëvre y las Ardenes francesas, Mosa, Meurthe y Mosela)
- longoviciano (Longwy, Longuyon, Meurthe y Mosela norte)
- gaumés (Valonia, Bélgica)
- messí (Metz, país Messí y toda la Mosela francófona)
- nanceiés (Nancy, sur de Meurthe y Mosela)
- epinaliano (Épinal, Vosgos centrales)
- deodatiano (Saint-Dié-des-Vosgos, Altos Vosgos)

Desde 1870, los miembros de la Academia Stanislas de Nancy han encontrado 132 variantes de lorenès entre Thionville en el norte y Rupt-sur-Moselle al sur.

## Normativización
No tiene ninguna normativa generalmente y no está regulado.

## Enseñanza
No está presente en ninguna escuela pública ni privada. La Universidad de Nancy tenía programado un curso de lorenés en 2003.

## Estatus legal
El lorenés no tiene ningún tipo de estatus oficial ni en Alsacia ni en Lorena, pero Bélgica la ha reconocido recientemente como "lengua regional de Valonia" con el nombre de gaumés.

## Ejemplo
| Lorenés | Francés | Español |
| --- | --- | --- |
| Lè bîhhe et lo s'lo s'disputînt, chèkîn d'hant que'l atôt lo pus fôrt, quand 'l ont vu în wèyègeou que s'avançôt, sêrré dans so manté. Is s'ont mis d'accôrd qu'lo cel qu'erriv'rôt lo premer è faire rôter so manté â wèyègeou s'rôt r'wêti comme lo pus fôrt. | La bise et le soleil se disputaient, chacun assurant qu'il était le plus fort, quand ils ont vu un voyageur qui s'avançait, enveloppé dans son manteau. Ils sont tombés d'accord que celui qui arriverait le premier à faire ôter son manteau au voyageur serait regardé comme le plus fort. | El viento y el sol disputaban, cada uno asegurando cuál era el más fuerte, cuando vieron a un viajero que avanzaba envuelto en su manto. Acordaron que el que fuera el primero en hacer sacar el manto al viajero sería tomado como el más fuerte. |